# 加賀谷健
加賀谷 健（かがや けん、1943年10月23日 - 2014年4月24日）は、日本の政治家。旧民主党に所属していた。
参議院議員（1期）、内閣府大臣政務官（野田第3次改造内閣）、総務大臣政務官（野田改造内閣）、千葉県議会議員（5期）などを歴任。

## 来歴

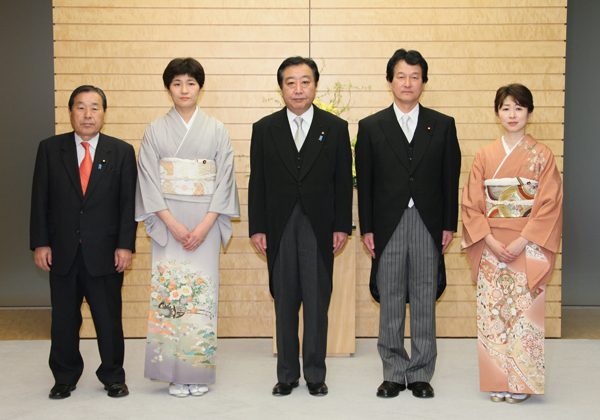
2012年4月6日、総務大臣政務官就任時に野田佳彦内閣総理大臣、大島敦総務副大臣、高井美穂文部科学副大臣、西村智奈美厚生労働副大臣と記念撮影

北海道苫小牧市生まれ。1962年に北海道苫小牧工業高等学校を卒業して東京電力千葉支店に入社。労働組合千葉支部書記長を務めた。その間に民社党入党。1987年には民社党より千葉県議会議員に初当選し、以後5期に渡って在任。
2007年7月の第21回参議院議員通常選挙で民主党公認候補として千葉県選挙区より立候補、初当選した。野田第1次改造内閣で総務大臣政務官、野田第3次改造内閣で内閣府大臣政務官を務めた。
2013年7月の第23回参議院議員通常選挙には立候補せず、政界から引退した。
2014年4月24日10時35分、肝内胆管がんのため、千葉県千葉市中央区の病院で死去した。70歳没。

## エピソード
2013年5月15日、政府に対して質問主意書を提出し、「旧総理大臣官邸である総理大臣公邸には、二・二六事件等の幽霊が出るとの噂があるが、それは事実か。安倍総理が公邸に引っ越さないのはそのためか。」と問いただした。これに対して政府は「お尋ねの件については、承知していない。」との回答を出した。

## 政歴
- 1987年 - 千葉県議会議員に当選。以後通算5期。
- 2007年7月29日 - 第21回参議院議員通常選挙に民主党公認で千葉県選挙区に出馬、初当選。
- 2012年4月6日 - 野田改造内閣の総務大臣政務官に就任。
- 2012年10月2日 - 野田第3次改造内閣で内閣府大臣政務官に就任。

## 主な役職

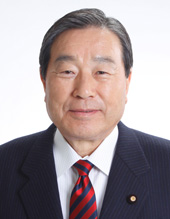
内閣府大臣政務官在任時の肖像写真

### 党内
- 民主党拉致問題対策本部
- 民主党総務部門会議座長
- 民主党陳情要請対応本部副本部長
- 民主党千葉県総支部連合会副代表
- 民主党千葉県参議院第3総支部長
- 民主党千葉県第1区総支部稲毛支部顧問

### 党外
- 千葉市ソフトテニス協会会長
- 千葉市レディースソフトテニス協会会長
- 千葉市体育協会参与
- 千葉県民社協会会長
- NPO法人ふるさと文化研究会顧問

### 議員連盟
- 日朝国交正常化推進議員連盟
- 在日韓国人をはじめとする永住外国人住民の法的地位向上を推進する議員連盟

## その他
家族は妻、娘2人、孫3人がいる。
趣味は釣り、野球、テニス、家庭菜園、歴史である。